# يوجين هاداموفسكي
يوجين بول هاداموفسكي (14 ديسمبر 1904 – 1 مارس 1945) سياسيًا ومديرًا للإنتاج الإذاعي في ألمانيا النازية من عام 1933 إلى عام 1942.

## صعود هتلر إلى السلطة
بعد وقت قصير من استيلاء النازيين على السلطة في يناير 1933، شغل هاداموفسكي منصب مدير البرمجة الوطنية لمذيع دويتشلاندزندا الألمانية.  بعد بضعة أشهر، تم تعيينه مديرًا لإنتاج الرايخ ورئيسًا للرايخ-روندفونك جيسلشافت، حيث لعب دورًا حيويًا في جلايش شالتونج. في عام 1935 بدأ إطلاق محطة تلفزيون Fernsehsender Paul Nipkow. عمل هاداموفسكي أيضًا نائبًا لرئيس قسم البث في غرفة ثقافة الرايخ وفي مجموعة متنوعة من الوظائف الأخرى خلال الحرب العالمية الثانية. كان رئيسًا لقسم الإذاعة في وزارة الرايخ للتنوير العام والدعاية من عام 1940، ومع ذلك، لم يكن الوزير غوبلز مسرورًا تمامًا به، كما هو واضح في العديد من المراجع في مذكرات غوبلز. في عام 1942 تم استبدال هاداموفسكي وتولى منصب رئيس هيئة مكتب الدعاية المركزية للحزب النازي ( Reichspropagandaleitung ) في برلين.

## روابط خارجية
- يوجين هاداموفسكي على موقع ديسكوغز (الإنجليزية)